# Ararat (Armènia)
Ararat (armeni: Արարատ, anteriorment (durant l'època soviètica), Davalu) és una ciutat d'Armènia de la província d'Ararat, a uns 42 km al nord-oest d'Erevan. És el centre d'un sector de la construcció, a més d'una estació d'esquí que hi ha allà.
El 1929 es va establir un acord i es va començar la construcció de la ciutat. El 1935 s'hi va incorporar la vila de Davalu. El 1957 es va inaugurar una productora de ciment. Actualment, a la ciutat d'Ararat hi trobem un parell de fàbriques de ciment i una empresa dedicada a l'extracció d'or. L'ecologia de la ciutat es troba en perill a causa de les emissions de pols de ciment i de cianur procedents de les plantes de refinat d'or. L'estiu del 2005, la impuresa de l'atmosfera que es va registrar fou 9.6 vegades superior al màxim acceptable.

## Controvèrsia generada per la planta de processament d'or
Ararat Gold Company (AGRC), es dedica a extreure mineral d'or en brut, que li és enviat des de la mina d'or situada a Sotk, 20 quilòmetres a l'est del Llac Sevan. Per cada tona de sorra que s'extreu de la mina, se n'obté 0.46 grams d'or. El procés d'extracció consisteix a polvoritzar la matèria primera i després filtar l'or mitjançant un procés químic de nitrat de cianur.
El subproducte del procés de la sopa química de nitrat de cianur és tòxic i radioactiu i s'acumula en una presa de gangues. Hi ha hagut nombrosos incidents, com ara animals morts al voltant de la zona de la planta. Igualment, els anys 2003 i 2008, hi ha hagut almenys 10 accidents a la planta, que han causat la mort d'animals i han destruït diversos camps adjacents.

## Esport
Aquesta ciutat posseeix un equip de futbol: el FC Araks Ararat.